# رابرت ال. سرتیس
رابرت لی سرتیس (به انگلیسی: Robert Lee Surtees) فیلمبردار آمریکایی سینمای هالیوود و برنده جایزه اسکار بهترین فیلمبرداری در سال‌های ۱۹۵۰، ۱۹۵۲ و ۱۹۵۹

## بخشی از فیلمشناسی
- سی ثانیه برفراز توکیو (۱۹۴۴)
- دو خواهر اهل بوستون (۱۹۴۶)
- گنج‌های حضرت سلیمان (۱۹۵۰)
- زشت و زیبا (۱۹۵۲)
- کو وادیس (۱۹۵۱)
- اکلاهما! (۱۹۵۵)
- ستایش از یک مرد بد (۱۹۵۶)
- بن هور (۱۹۵۹)
- شورش در کشتی بونتی (۱۹۶۲)
- فارغ‌التحصیل (۱۹۶۷)
- دکتر دولیتل (۱۹۶۷)
- سوئیت چریتی (۱۹۶۹)
- آخرین نمایش فیلم (۱۹۷۱)
- نیش (۱۹۷۳)
- هیندنبورگ (۱۹۷۵)

## مرگ
رابرت سرتیس در 5 ژانویه 1985 پس از یک بیماری طولانی درگذشت.